# Arroyo Urquiza
El arroyo Urquiza es un curso de agua de 20,77 km ubicado en la provincia de Entre Ríos en Argentina. Perteneciente a la cuenca hidrográfica del río Uruguay, todo su curso forma parte del límite entre los departamentos entrerrianos de Colón y Uruguay.
Antiguamente llamado Arroyo Largo, recibió su nombre actual en homenaje al general Justo José de Urquiza, quien nació en la estancia ribereña del Talar en 1801, perteneciente a su padre: Josef de Urquiza.
Nace de la unión de los arroyos de las Achiras (de 11,83 km de curso) y El Cordobés (de 10,75 km de curso), a los que suma sus aguas el arroyo El Pelado (de 9,71 km de curso), su principal afluente. Considerando los afluentes de su cuenca superior el recorrido total del arroyo es de 36,56 km, desembocando en el río Uruguay frente a la isla Almirón Grande y al norte de la ciudad de Concepción del Uruguay.
Sobre el arroyo y a la altura de la Ruta Nacional 14, que lo atraviesa, se encuentra el balneario El Viejo Molino, llamado así por las ruinas de un antiguo molino hidráulico construido en 1884 por inmigrantes suizos.